# سوپر آرتی‌ال
سوپر ار تی ال یا به انگلیسی:(Super RTL) یک کانال تلویزیونی مخصوص کودکان و نوجوانان به زبان آلمانی و انگلیسی می‌باشد که در سال ۱۹۹۵ میلادی تأسیس و بر روی آنتن رفته‌است. این شبکه زیر نظر شرکت والت دیزنی و گروه رسانه‌ای ار تی ال اداره می‌شوند.